# 왕메추리

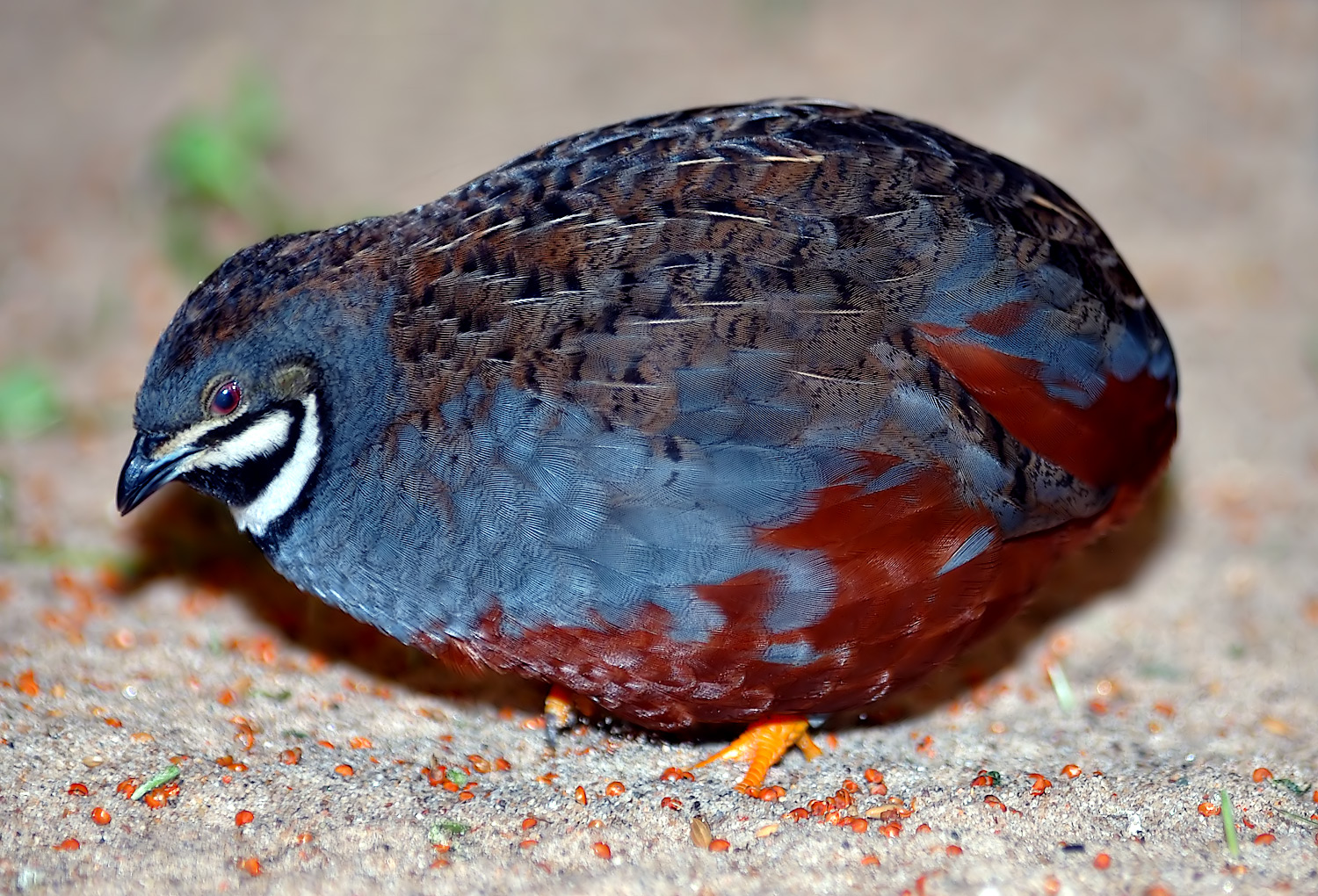
왕메추리의 실제 모습.

왕메추리 또는 미니메추리(King quail)는 메추리의 한 종류이다. 크기도 작고 귀여워서 인기가 많은 메추리 품종이다. 또한 소리도 별로 안나고 냄새도 별로 안나서 일반 아파트나 가정에서도 제대로 사육할 수 있다. 수컷은 엉덩이 쪽에 붉은 깃이 나 있고 암컷을 찾는 하울링(바람소리)을 한다. 종류는 화이트, 턱시도, 블랙, 그레이 등등으로 구분된다.
또한 왕메추리의 평균수명은 3년에서 6년이며 반려용 미니메추리의 경우 유전병으로 인해 수명이 낮아질 수 있다.
1. ↑  메추리가 추워한다면 엄청나게 시끄러운 소리를 낸다.
2. ↑  화이트 색상의 왕메추리는 붉은깃이 나지 않는다.